# Квемо-Хандаки
Квемо-Хандаки (груз. ქვემო ხანდაკი) — село в Грузии, на территории Каспского муниципалитета края (мхаре) Шида-Картли.

## География
Село находится в центральной части Грузии, на правом берегу реки Куры, вблизи места впадения в неё реки Кавтуры, на расстоянии приблизительно 5 километров (по прямой) к юго-востоку от города Каспи, административного центра муниципалитета. Абсолютная высота — 507 метров над уровнем моря.

## Население
По результатам официальной переписи населения 2014 года, в Квемо-Хандаки проживало 244 человека (119 мужчин и 125 женщин). В национальной структуре населения грузины составляли 98,8 %, осетины — 0,8 %, татары — 0,4 %.
| Год  | Население, человек |
| ---- | ------------------ |
| 2002 | 281                |
| 2014 | ↘ 244              |